# Riverbed
Riverbed Technology, Inc. ist ein US-amerikanisches IT-Unternehmen. Riverbed bietet Soft- und Hardware mit einem Fokus auf Netzwerk-Performance-Monitoring, Application Performance Management, Edge-Computing, WLAN und Wide Area Networks (WANs), SD-WAN und WAN-Optimierung.
Die Riverbed-Zentrale liegt in San Francisco.

## Geschichte
Jerry Kennelly, ehemaliger CEO und Steve McCanne, ehemaliger CTO, gründeten im Mai 2002 ein Technologie Unternehmen namens NBT (Next Big Thing) Technology.  2003 wurde das Unternehmen in Riverbed Technology umbenannt. Kennelly und McCanne leiteten die interne Entwicklung der ersten SteelHead Geräte, der 500er, 1000er, 2000er und 5000er-Modelle. Der erste SteelHead wurde 2004 an Environment Canada, das kanadische Umweltministerium, geliefert.
Ab September 2006 wurde Riverbed an der NASDAQ gehandelt. Vor 2009 eröffnete Riverbed eine Niederlassung im Research Park der Universität Illinois at Urbana Champaign.
Im Februar 2014 bot der US Hedgefonds Elliott Management Corporation 3,36 Mrd. US-Dollar für die Übernahme von Riverbed. Ein Angebot von 3,08 Mrd. US-Dollar war zuvor abgelehnt worden.
Im Oktober 2014 berichtete ZDNet über die Akquisition der Riverbed SteelStore Serie für Backup und Sicherung durch NetApp. NetApp nannte die Produkte später in „AltaVault“ um.
Am 15. Dezember 2014 gab Riverbed die Übernahme durch die Private-Equity-Firma Thoma Bravo, LLC sowie Teachers‘ Private Capital, der privaten Investmentabteilung des Ontario Teachers‘ Pension Plan, bekannt. Der Umfang wurde auf 3,6 Mrd. US-Dollar geschätzt und im April 2015 abgeschlossen.
Am 3. April 2018 verkündete Mitgründer und CEO Jerry M. Kennelly seinen Rückzug aus der Unternehmensleitung. Ihm folgte Paul Mountford als CEO.
Am 12. Juni 2019 gab Riverbed bekannt, dass es SD-WAN-Produkte von Versa Networks weiterverkaufen wird.
Am 8. August 2019 wurde Xirrus an Cambium Networks verkauft.
Am 22. Oktober 2019 wurde Rich McBee Präsident und CEO.
Am 9. Juni 2021 wurde Dan Smoot Präsident und CEO.
Am 7. Dezember 2021 schloss Riverbed die Rekapitalisierung mit Apollo Global Management als Mehrheitsaktionär ab.

## Übernahmen
Am 20. Februar 2009 schloss Riverbed die Übernahme von Mazu Networks ab. Die Produkte von Mazu, zunächst in Cascade umbenannt und seit 2014 Bestandteil von Riverbed SteelCentral, analysieren Netzwerk-Traffic, um Informationen über Interaktionen sowie Abhängigkeiten zwischen Nutzern, Anwendungen und Systemen bereitzustellen.
Riverbed akquirierte am 21. Oktober 2010 CACE Technologies und integrierte dessen Shark Produkt zur Netzwerkanalyse sowie das Pilot Interface Produkt in die Riverbed Cascade Produkt Suite. Von CACE stammt außerdem Wireshark, eine Analyselösung für Open Source Netzwerkprotokolle. Riverbed wurde so Hauptsponsor des führenden Open-Source-Tools zur Netzwerkanalyse.
Im November 2010 folgte die Übernahme von Global Protocols, LLC, eines Anbieters von Satelliten-Optimierung für den Rüstungsmarkt. Das Produkt SkipWare, eine proprietäre kommerzielle Implementierung der Space Communications Protocol Specifications (SCPS), wird in Kommunikationssatelliten des US-Verteidigungsministeriums eingesetzt.
Am 19. Juli 2011 übernahm Riverbed Zeus Technology, einen Anbieter leistungsstarker, softwarebasierter Lösungen für Load Balancing und Traffic-Management für virtuelle und Cloud-Computing-Umgebungen. Das Hauptprodukt war der Zeus Virtual Application Delivery Controller (vADC), den Riverbed zu Riverbed SteelApp weiterentwickelte. Ebenfalls am 19. Juli 2011 erwarb Riverbed Aptimize Limited, einen Anbieter von Technologie zur Optimierung von Web Content mit Sitz in Wellington. Im Februar 2015 gab Brocade seine Absicht bekannt, Riverbed SteelApp zu übernehmen. Diese Akquisition wurde im März 2015 abgeschlossen.
Am 11. Januar 2012 erwarb Riverbed Vermögenswerte von Expand Networks, darunter dessen geistiges Eigentum.
Im Dezember 2012 erwarb Riverbed für eine Milliarde Dollar die Firma OPNET Technologies, Anbieter von Software zur Performance-Analyse von Anwendungen und Netzwerke, die in Riverbed SteelCentral integriert wurde.
Am 19. Januar 2016 übernahm Riverbed Technology das deutsche Unternehmen Ocedo, einen Anbieter von Software-Defined-Networking und SD-WAN-Technologie. Auf Grundlage der von Ocedo erworbenen SD-Netzwerktechnologie kündigte Riverbed im April 2016 SteelConnect an.
Im August 2016 kam als weitere Akquisition Aternity hinzu, ein Unternehmen, das Endnutzer-Erfahrung und Technologie zur Überwachung der Anwendungs-Performance anbietet. Seine Produkte erweitern die SteelCentral-Funktionen.
Die bislang letzte Übernahme erfolgte im April 2017. Riverbed erwarb Xirrus, ein WLAN-Technologieunternehmen. Durch die Akquisition wurde die SteelConnect Technologie von Riverbed um die Integration von Cloud-verwalteten WLAN-Lösungen erweitert.